# فهرست داروهای شیمی‌درمانی

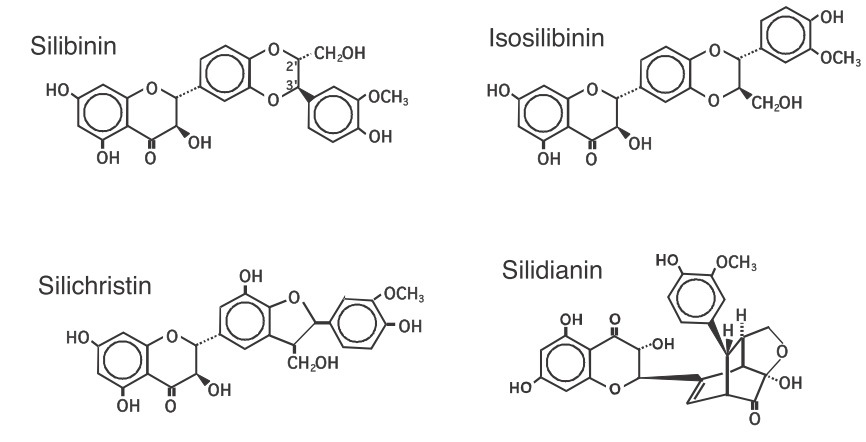
فرمول ساختاری مواد موجود در سیلیمارین

منظور ترکیبات شیمیایی صناعی یا طبیعی هستند که در درمان سرطان مورد استفاده قرار می‌گیرند. به روند درمانی با کمک این داروها شیمی درمانی می‌گویند.

## فهرست عوامل شیمی درمانی

### عوامل الکیله کننده
دو کارکردی:
- سیکلوفسفامید
- مکلورتامین
- Chlorambucil
- ملفالان

تک کارکردی:
- نیتروزواوره
- تموزولاماید

### انتراسیکلین‌ها
- دانوروبیسین
- دوکسورابیسین
- Epirubicin
- آیداروبیسین
- میتوکسانترون
- Valrubicin

### تاکسان ها
- پاکلیتاکسل
- Docetaxel

### بازدارنده‌های هیستون دی استیلاز
- Vorinostat
- رومیدپسین

### بازدارنده‌های توپویزومراز نوع اول
- Irinotecan
- Topotecan

### بازدارنده‌های توپویزومراز نوع دوم
- Etoposide
- تنیپوساید
- Tafluposide

### بازدارنده‌های کیناز
- Bortezomib
- Erlotinib
- Gefitinib
- Imatinib
- Vemurafenib
- Vismodegib

### شبه نوکلئوتیدها
- Azacitidine
- آزاتیوپرین
- کپسیتابین
- Cytarabine
- Doxifluridine
- فلوروراسیل
- جمسیتابین
- هایدروکسی کاربیماید
- مرکاپتوپورین
- متوتروکسات
- تیوگوانین

### انتی بیوتیکهای پپتیدی
- بلئومایسین
- داکتینومایسین

### ترکیبات پلاتین
- کربوپلاتین
- سیس پلاتین
- Oxaliplatin

### رتینوئیدها
- ترتینوئین
- Alitretinoin
- Bexarotene

### مشتقات وینکا
- وینبلاستین
- وینکریستین
- ویندسین
- Vinorelbine

## همگی در یک فهرست
| - داکتینومایسین - ترتینوئین - سیتارابین - Azacitidine - آزاتیوپرین - بلئومایسین - Bortezomib - کربوپلاتین - کپسیتابین - سیس پلاتین - Chlorambucil - سیکلوفسفامید - Cytarabine - دانوروبیسین - Docetaxel | - Doxifluridine - دوکسورابیسین - Epirubicin - Epothilone - Etoposide - فلوروراسیل - جمسیتابین - هایدروکسی کاربیماید - آیداروبیسین - Imatinib - Irinotecan - مکلورتامین - مرکاپتوپورین | - متوتروکسات - میتوکسانترون - Oxaliplatin - پاکلیتاکسل - Pemetrexed - تنیپوساید - تیوگوانین - Topotecan - Valrubicin - وینبلاستین - وینکریستین - ویندسین - Vinorelbine |